# لانگستون (آلاباما)
لانگستون (به انگلیسی: Langston) شهری در شهرستان جکسون ایالت آلاباما است که مساحت آن ۲۱٫۳۵ کیلومتر مربع است و در سرشماری سال ۲۰۱۰ میلادی، ۲۷۰ نفر جمعیت داشته و تراکم جمعیتی آن، ۱۲٫۶۵ نفر در هر کیلومتر مربع بوده است.